# Lekanesphaera monodi
Lekanesphaera monodi is een pissebed uit de familie Sphaeromatidae. De wetenschappelijke naam van de soort is voor het eerst geldig gepubliceerd in 1934 door Arcangeli.